# كيفن غيج
كيفن غيج (بالإنجليزية: Kevin Gage)‏ هو ممثل أمريكي، ولد في 26 مايو 1959 بويسكونسن في الولايات المتحدة.

## أعمال

### أفلام
- (1995) حرارة[9]
- (2009) لايد تو رست

### مسلسلات
- ميامي

## وصلات خارجية
- كيفن غيج على موقع IMDb (الإنجليزية)
- كيفن غيج على موقع ألو سيني (الفرنسية)
- كيفن غيج على موقع أول موفي (الإنجليزية)
- كيفن غيج على موقع قاعدة بيانات الأفلام السويدية (السويدية)
- كيفن غيج على موقع إن إن دي بي (الإنجليزية)
- كيفن غيج على موقع ديسكوغز (الإنجليزية)
- كيفن غيج على موقع قاعدة بيانات الفيلم (الإنجليزية)
- كيفن غيج على موقع كينوبويسك (الروسية)